# Vespasiano I Gonzaga

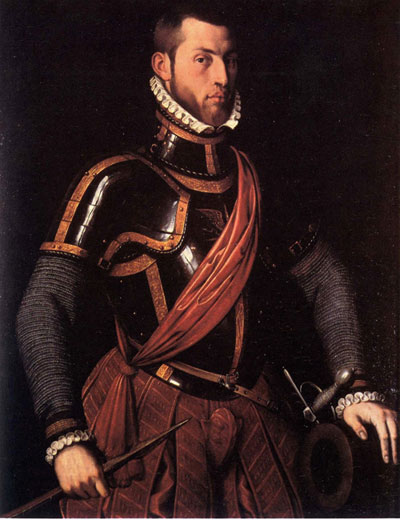
Vespasiano Gonzaga, retrat d'Antonis Mor

Vespasiano I Gonzaga (Fondi, 6 de desembre de 1531 - Sabbioneta, 26 de febrer de 1591) fou un noble, militar i mecenes italià.

## Biografia
Vespasiano Gonzaga Colonna era fill d'Isabel Colonna i Lodovico Gonzaga (1500 - 1532), que al seu torn era fill de Ludovico, comte de Rodigo de la branca dels Gonzaga de Gazzuolo i de Francesca Fieschi, dels comtes de Lavagna. El seu pare Luigi, militar de gran fama, va participar en el Saco de Roma de 1527, on es va guanyar l'àlies de Rodomonte, en honor d'un dels personatges de l'Orlando Innamorato de Matteo Maria Boiardo.
Vespasiano va ser el fundador, i el primer i últim duc de la ciutat perfecta: Sabbioneta, situada entre Màntua i Parma. Vespasiano la va realitzar completament en un període de gairebé 35 anys, des de 1556 fins a la seva mort esdevinguda en la mateixa Sabbioneta en 1591, seguint els cànons i criteris del millor Renaixement italià.
Va ser militar, hàbil diplomàtic, literat, arquitecte militar i mecenes, de simple cadet va arribar als nivells feudals més alts amb l'establiment de Sabbioneta en ducat autònom en 1577, gràcies a la seva amistat amb l'emperador Rodolf II, a qui havia conegut en la cort espanyola, on el futur emperador havia estat enviat per la seva mare per millorar la seva educació sota la tutela del seu oncle Felip II. En aquell temps, Vespasiano era un dels homes de confiança de Felip II. Aquest el va nomenar Gran d'Espanya i després virrei de Navarra i de València més tard, abans de condecorar-lo, en 1585, amb el caballerat de l'Orde del Toisó d'Or, màxim honor concedit per la corona espanyola.

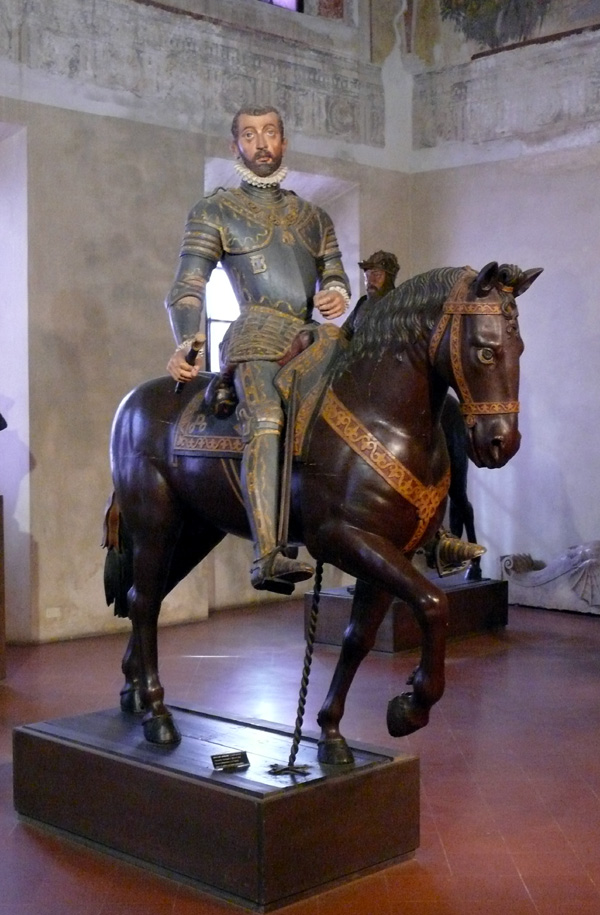
Estàtua eqüestre de Vespasiano al palau Ducal de Sabbioneta

Orfe des de molt jove i abandonat per la seva mare, Vespasiano es va criar amorosament per la seua tia Giulia Gonzaga que, amb la intenció de protegir-lo del previsible intent de la família Colonna d'eliminar-lo amb finalitats hereditàries, es va traslladar a Nàpols amb el seu nebot, abandonant les seues possessions de Fondi. Seguint la tradició de l'època d'enviar als joves hereus a les grans corts europees amb l'objectiu de millorar la seva educació i com a acte de subordinació a la Corona, Giulia va tindre l'ocasió d'enviar a Vespasiano a la cort de Carles V, allunyant el més possible al seu nebot dels Colonna, els quals tenien també molts interessos a la ciutat napolitana.
Arribat a la capital castellana, en 1548, el jove Gonzaga va ser nomenat patge d'honor del príncep Felip (el futur Felip II).
En 1568, i a causa de la intensitat dels atacs de pirates berberiscos sobre tota la costa mediterrània espanyola, el Rei Felip II encarrega a Vespasiano I Gonzaga la inspecció i projecte de construcció de les fortificacions del port de la ciutat de Cartagena, de la costa del Regne de València i els ports africans d'Orà i Mers-el-Kebir. En aquest viatge, Vespasiano Gonzaga va ser acompanyat del prestigiós enginyer militar Giovanni Battista Antonelli.
Els seus feus comprenien: en l'àmbit imperial, a la Itàlia septentrional, el ducat de Sabbioneta, el marquesat d'Ostiano, el comtat de Rodigo i les senyories de Bozzolo, Rivarolo, Mantovano i Commessaggio; en àmbit espanyol, a la Itàlia meridional: el ducat de Trajetto, el comtat de Fondi, la baronia d'Anglona i les senyories de Turino i Caramanico.
Va morir en Sabbioneta el 1591.